# Karl Pilhal
Karl Pilhal (* 10. April 1822 in Wien; † 19. Dezember 1878 in Wien) war ein österreichischer Offizier und Militäringenieur.

## Leben
Pilhal wurde Sohn des Handelsmannes Franz Pilhal (* 1787 in Austerlitz) und der Theresia, geborene Auhl (* 1797 in Temeschwar) in Wien geboren, wo er zwischen 1934 und 1840 an der Ingenieur-Akademie studierte und anschließend als Leutnant in die Armee eintrat. Im Jahre 1841 wurde er in das technische Militärkomitee beziehungsweise den Geniestab berufen, dem er für den Rest seiner Dienstzeit angehörte.
Er wurde zu verschiedenen Befestigungsbaustellen kommandiert und wirkte ab dem Jahre 1844 etwa bei Zubauten von Kasernen und Magazinen in den heutigen Ländern Serbien (Petrovaradin), Kroatien (Pula), Ungarn (Komorn) und Rumänien (Alba Iulia) mit.
Im Jahre 1850 erfolgte seine Beförderung zum Hauptmann und sein Einsatz als Lehrer in der zur Genie-Akademie umgestalteten und in ein ehemaliges Kloster nach Znaim verlegten Ingenieur-Akademie. In den Jahren 1851 bis 1853 leitete er die Zubauten bei der Kavallerie-Kaserne und anschließend bis zum Jahr 1856 der Bau der nach den Plänen des Genie-Hauptmanns Baron von Scholl erbauten Franz-Joseph-Kaserne in Wien. Während des Sardinischen Krieges kommandierte er die Instandsetzung der Forts in Malborghet und auf dem Predilpass in Friaul.
Von 1860 bis zum Jahre 1870 war Pilhal Direktor des Geniestabes in Wien, war ab 1861 in dieser Funktion permanentes militärisches Mitglied der „Stadterweiterungs-Commission“, die sich mit dem Bau der Wiener Ringstraße beschäftigte und wurde 1868 zum Oberst befördert. Er entwarf die Projekte des „K.K. Artillerie-Haupt-Laboratoriums“ (heute Wöllersdorfer Werke) bei Wiener Neustadt, des Geniedirektionsgebäudes und der Kronprinz-Rudolf-Kaserne (heute Rossauer Kaserne), bei denen er auch die Bauoberaufsicht ausübte.
Beim Bau der Kronprinz-Rudolf-Kaserne, dem bekanntesten Werk von Pilhal, kam es zu Schwierigkeiten mit der am Bau beteiligten „I. Wiener Maschinziegel-Gesellschaft“, was dazu führte, dass er nach Fertigstellung des Bauwerkes als Verantwortlicher vom Dienst suspendiert wurde.
Ab dem Jahre 1871 war Pilhal als Geniechef beim Militärkommando in Zara tätig, trat 1873 in den Ruhestand und verstarb fünf Jahre später in Wien.

## Werke

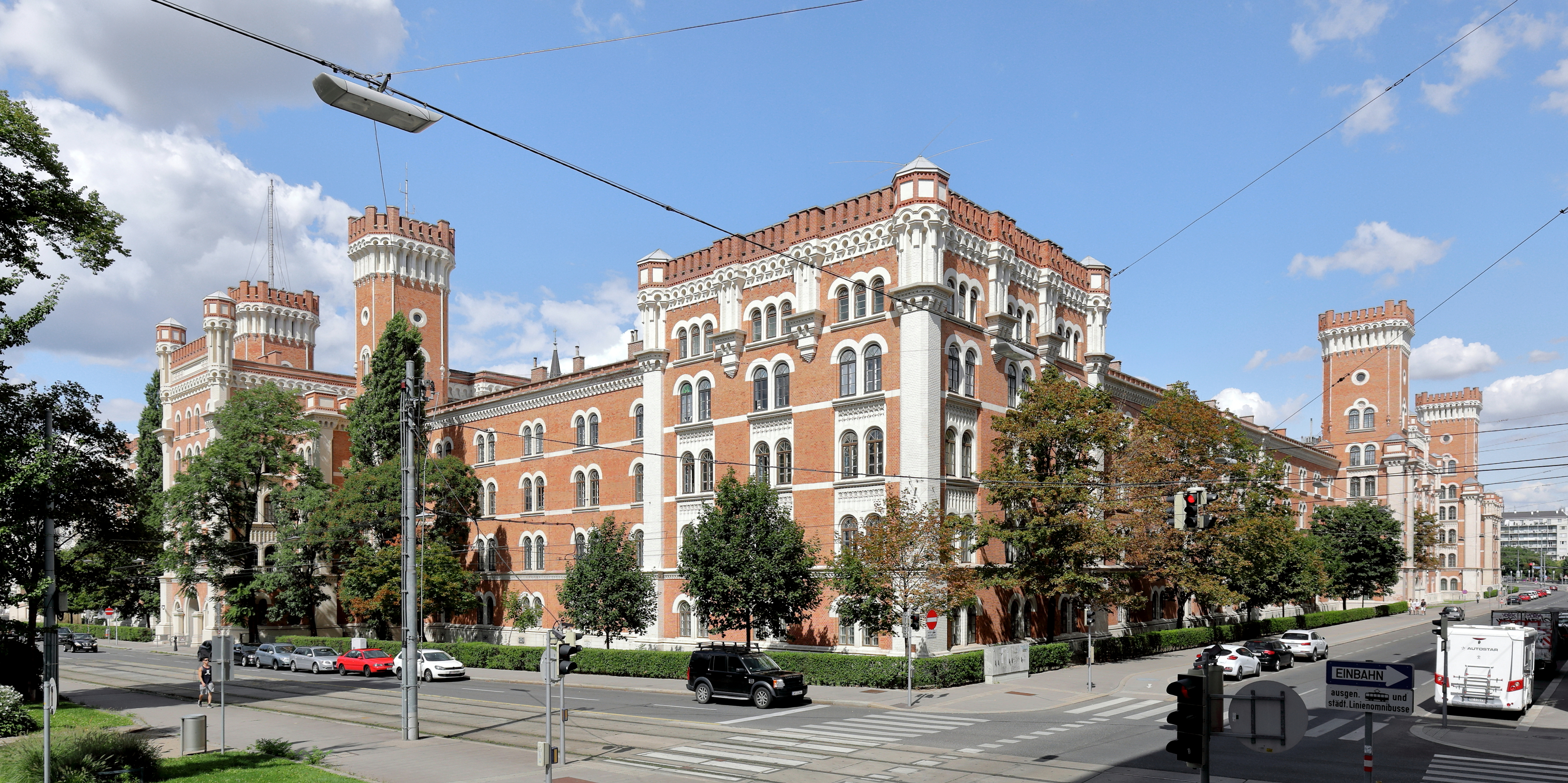
Rudolfskaserne (1864–1869)

- 1851–1853: Zubauten bei der Kavallerie Kaserne in Meidling, Wien (Ausführung; 1973 abgetragen)
- 1856: Franz-Joseph-Kaserne Wien (Mitarbeit, Bauleitung; 1900 abgetragen)
- 1862–1864: k.k. Geniedirektion (heute Chemisches Institut der Technischen Universität), Wien (Planung und Oberleitung)
- 1864–1869: Rudolfskaserne (heute Rossauer Kaserne), Wien (Planung und Oberleitung)
- 1868: Ausbau des K.K. Artillerie-Haupt-Laboratoriums (heute Wöllersdorfer Werke), bei Wiener Neustadt (Planung und Oberleitung)